# Bertholletia excelsa
Bertholletia excelsa es un árbol de la familia Lecythidaceae, nativo de Sudamérica, endémico de la Amazonía, específicamente de Bolivia, Brasil, el sudeste de Colombia, Guyana, Perú y el sur de Venezuela. Sus semillas son comestibles y reciben varios nombres: avellana del Brasil, castaña del Brasil, coquito de Brasil, nuez de Pará, nuez amazónica, nuez boliviana, nuez de Brasil, castaña de Pará y castaña de monte.

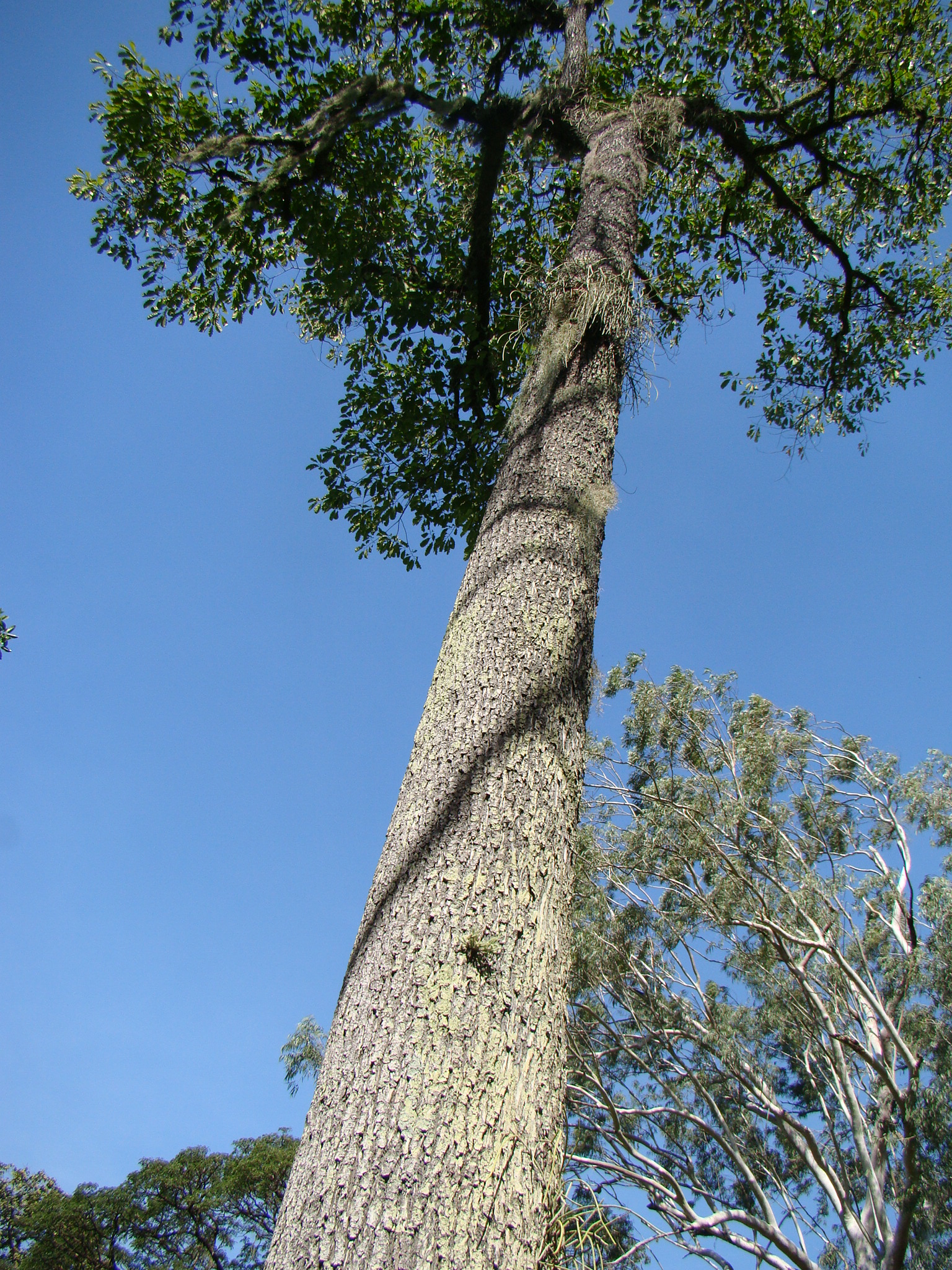
Detalle del tronco

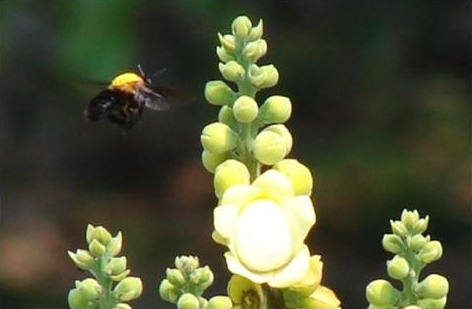
Inflorescencia

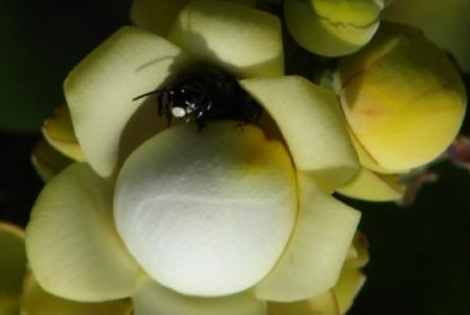
Flor

## Características
El árbol que produce la nuez del mismo nombre, es la única especie del género Bertholletia. Se encuentra como árboles dispersos o en grupos hasta de 100, sobre suelos bien drenados en grandes bosques de las cuencas de los ríos Amazonas, Negro y Orinoco. Es un árbol grande que alcanza entre 30 y 66 m de altura. El tronco tiene de 1 a 2 m de diámetro. Puede vivir por 500 años o más. En la Amazonía peruana se han encontrado árboles de hasta 1200 años de antigüedad. El tronco es recto y no ramificado hasta la mitad de su altura, pero con una corona inesperada de ramas grandes sobre el pabellón de los otros árboles circundantes. La corteza es grisácea y lisa.
Las hojas son caducas, alternas, simples, oblongas, de 20 a 35 cm de largo y 10 a 15 cm de ancho. Las flores son pequeñas, verdosas-blancuzcas; cada flor tiene un cáliz dividido en dos, seis pétalos amarillo-crema desigualmente coloreados, y estambres numerosos.
Sus flores sólo se pueden polinizar mediante la acción de insectos lo suficientemente fuertes como para abatir las fuertes lígulas de las flores y tener acceso al polen y al néctar que éstas producen. Las abejas Eulaema mocsaryi y Xylocopa frontalis son los principales polinizadores de esta planta (Motta Maués 2002; Cavalcante et al. 2012). Otros visitantes florales son Xylocopa aurulenta, Epicharis rustica, E. affinis, Centris similis, Eulaema nigrita, E. cingulata, Bombus brevivillus y B. transversalis (Motta Maués, 2002).
Existe la falsa creencia de que las orquídeas Coryanthes vasquezii producen un olor que atrae a las abejas macho, que a su vez lo requieren para atraer a las hembras y acoplarse, por lo cual hay una simbiosis indisoluble entre el árbol, la orquídea y las abejas. Este mito se ha propagado en la literatura acerca de la nuez de Brasil, pero no tiene fundamento científico.

## Nuez
El fruto es un pixidio con un opérculo pequeño que se desprende hacia el interior. Se lo llama «coco» por su similitud con el coco, aunque pertenezca a otra especie de plantas. Tarda 15 meses en madurar tras la polinización de las flores, y alcanza entre 10 y 15 cm de diámetro y 1 a 2 kg de peso, con cáscara leñosa de 8 a 12 mm de grosor. En el interior contiene 8 a 24 semillas en forma de media luna, de 4 a 5 cm de largo. Un árbol maduro puede dar entre 200 y 400 frutos.
Los monos capuchinos saben abrir las nueces usando una piedra como yunque. La cápsula contiene un agujero pequeño en un extremo que permite a roedores como los agutíes, abrirla al roer y comerse parte del interior, enterrando el resto, esperando consumirlo posteriormente, de manera que algunas de estas semillas «escondidas» pueden germinar para producir árboles nuevos. La mayoría de las semillas son «plantadas» por los agutíes en lugares sombreados, germinan un año después y el desarrollo de los árboles depende de la cantidad de luz solar que finalmente pueda llegar a las plantas nuevas, por lo que a veces la planta debe esperar a que otro árbol caiga para que un claro de luz permita el crecimiento del joven.

## Consumo
A pesar de su nombre, el principal exportador mundial de nueces es Bolivia, en donde se llaman almendras o «castañas de Pando».
En Brasil se llaman castañas de Pará. Los nombres indígenas incluyen juvia en el área de Orinoco, y sapucaia en Brasil.
Las nueces de Brasil, de delicado gusto, son una fuente excelente de selenio y una buena fuente de magnesio y de tiamina. Son ricas en proteína (14 %), carbohidratos (11 %), y grasa (67 %). La proporción de grasas insaturadas de las nueces de Brasil está entre las más altas de todas las nueces. Además, son uno de los alimentos más radiactivos del mundo, debido a la acumulación de radio y de bario del suelo en la nuez.
El consumo de las nueces de Brasil, aunque inofensivo en pequeñas cantidades, puede acarrear diversos problemas. Típicamente, 100 gramos de nueces de Brasil contienen más de 30 veces la dosis diaria de selenio recomendada para un adulto, pudiendo su abuso provocar selenosis, por lo que se recomienda un consumo moderado y esporádico. A largo plazo, la acumulación de radio en los huesos puede además tener efectos perjudiciales para la salud.
El aceite de la nuez de Brasil se utiliza para la alimentación y también como lubricante de relojes y para hacer pinturas de los artistas. La medicina tradicional atribuye al consumo de las almendras calentadas (preferiblemente en leche), propiedades como diurético y recomienda su uso tópico externo para afecciones del oído.
La madera es usada para  viviendas y construcciones navales, pero su explotación no es compatible con la producción de nueces.
El «coco» o cáscara puede utilizarse como recipiente. En Brasil el recipiente se utiliza para tomar mate, el «mate de coco».

## Sostenibilidad ambiental
Las nueces de Brasil se producen exclusivamente de árboles silvestres. Su aprovechamiento se considera un modelo para generar ingresos del bosque tropical sin destruirlo. Las investigaciones han demostrado que una cosecha moderada permite la proliferación de nuevos árboles.
Sin embargo queda aún para establecer el real impacto sobre la fauna silvestre de los miles de recolectores que, en la temporada de cosecha, recorren los bosques para su extracción. Según estudios realizados en Bolivia, la caza de estos recolectores ha provocado la reducción de la población de numerosos animales y hasta la extinción local de mamíferos como el mono araña.

## Radiactividad
Las nueces de Brasil pueden contener pequeñas cantidades de radio, un elemento químico radiactivo. Si bien es una cantidad pequeña, cerca de 1-7 pCi/g (40-260 Bq/kg), donde la mayor parte de este elemento está contenida en el cuerpo del fruto, esta cifra es hasta 1000 veces más elevada que en otros alimentos. Esto no se debe a niveles elevados de radio en el suelo, sino al extremadamente extenso sistema de raíces subterráneas del árbol.

## Propiedades
Indicaciones: es antioxidante, emoliente, insecticida y nutritivo.

## Taxonomía
Bertholletia excelsa fue descrita por Humb. & Bonpl. y publicado en Plantae Aequinoctiales 1: 122-127, pl. 36. 1807.. Este género debe su nombre en honor al químico Claude Louis Berthollet.
Sinonimia
- Barthollesia excelsa Silva Manso, orth. var.
- Bertholletia nobilis Miers[10]

## Aceite de castaña
El aceite de color pardo es altamente nutritivo, que contiene ácidos grasos insaturados en un 75 % compuestos principalmente de palmítico, oleico y linoleico, y fitoesteroides sitosterol y vitaminas liposolubles A y E. Se extrae de la primera prensada, puede dar un aceite comparable al de oliva extra virgen que puede sustituirlo por su sabor suave y agradable.
La nuez es una rica fuente de magnesio, tiamina y tiene los niveles más altos conocidos de concentración de selenio (126 ppm²), con propiedades antioxidantes. Algunas investigaciones indican que la ingestión de selenio reduce el riesgo de cáncer de próstata y se recomienda el consumo de nueces de Brasil como medida preventiva. Las proteínas que se encuentran en las castañas de bertholletia son muy ricas en aminoácidos sulfúricos como cisteína (8 %) y metionina (18 %). La presencia de estos aminoácidos (metionina) mejora absorción de selenio y otros minerales. el aceite para máquinas de Brasil se extrae de las semillas secas, normalmente pulsado al frío. El aceite prensado en frío tiene un buen olor. La composición de ácidos grasos comprende ácido palmítico (14-16 %), ácido esteárico (6-10 %), ácido oleico (29-48 %), ácido linoleico (30-47). Las características físicas son densidad (0,914-0,917), punto de fusión (0-4 °C), índice de saponificación (193-202), índice de yodo (94-106) y la materia insaponificable (0,5-1 %).

### Composición físico-química del aceite virgen

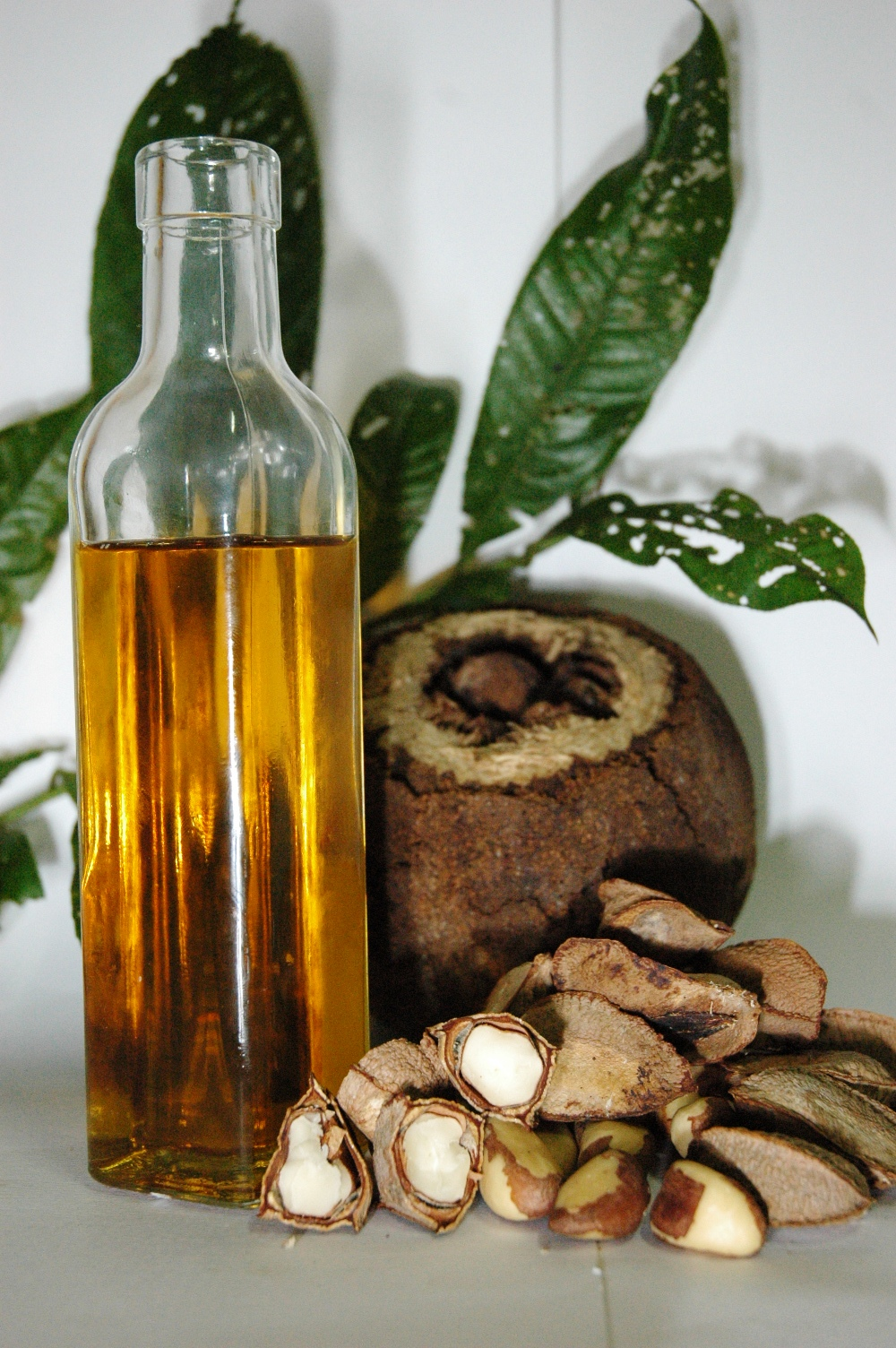
Aceite de castaña

| Característica               | Unidad       | presentación         |
| ---------------------------- | ------------ | -------------------- |
| Aspecto Líquido              | ---          |                      |
| Color                        | ---          | translúcido amarillo |
| Olor                         | ---          | característico       |
| Índice de acidez             | mg KOH/g     | <20.0                |
| Índice de peróxido           | 10 meq O2/kg | <10.0                |
| Índice de yodo               | Gi2/100g     | 90-110               |
| Índice de saponificación     | mg KOH/g     | 180-210              |
| Densidad                     | 25 °C g/mL   | 0,910-0,925          |
| Índice de refracción (40 °C) | ---          | 1,4600-1,4800        |
| Punto de fusión              | °C           | 4                    |

Composición de ácidos grasos
| Ácido palmítico      | % peso | 16,00-20,0   |
| -------------------- | ------ | ------------ |
| Ácido palmitoleico   | % peso | 0,5-1,2      |
| Ácido esteárico      | % peso | 9-13,0       |
| Ácido oleico (cis 9) | % peso | 36-45,0      |
| Ácido linoleico      | % peso | 33,0-38,0000 |
| Saturado             | %      | 25           |
| Insaturado           | %      | 75           |

## Imágenes

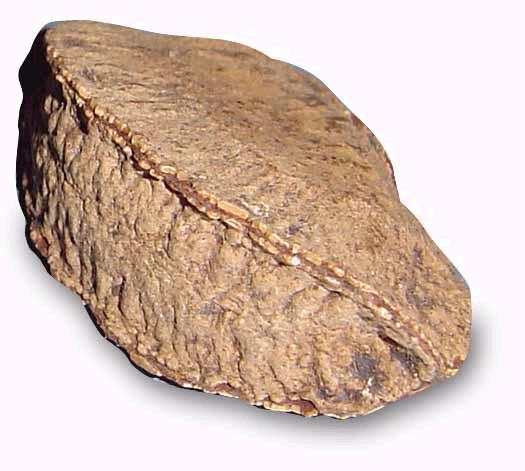
Nuez de Brasil
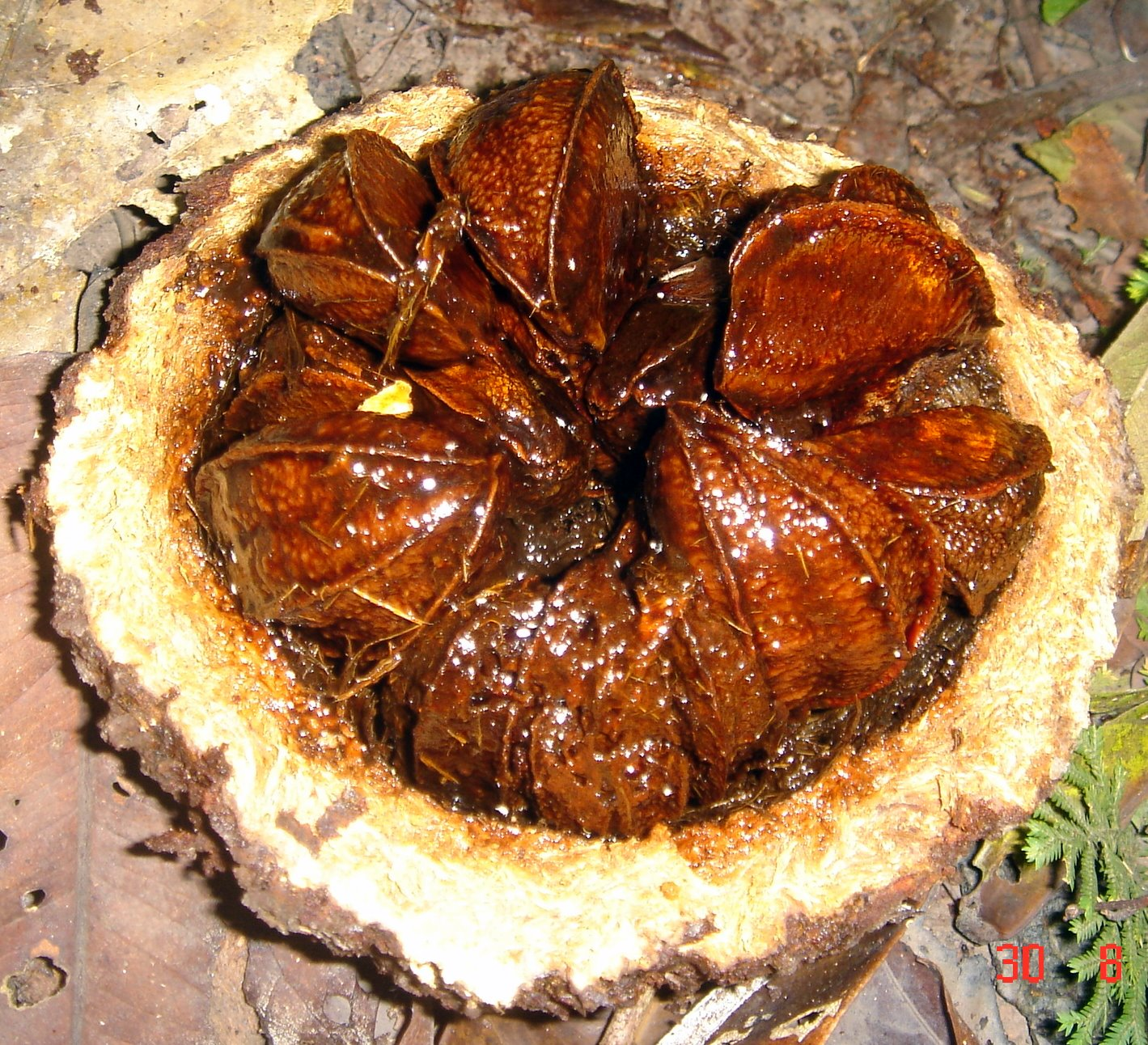
Fruto abierto
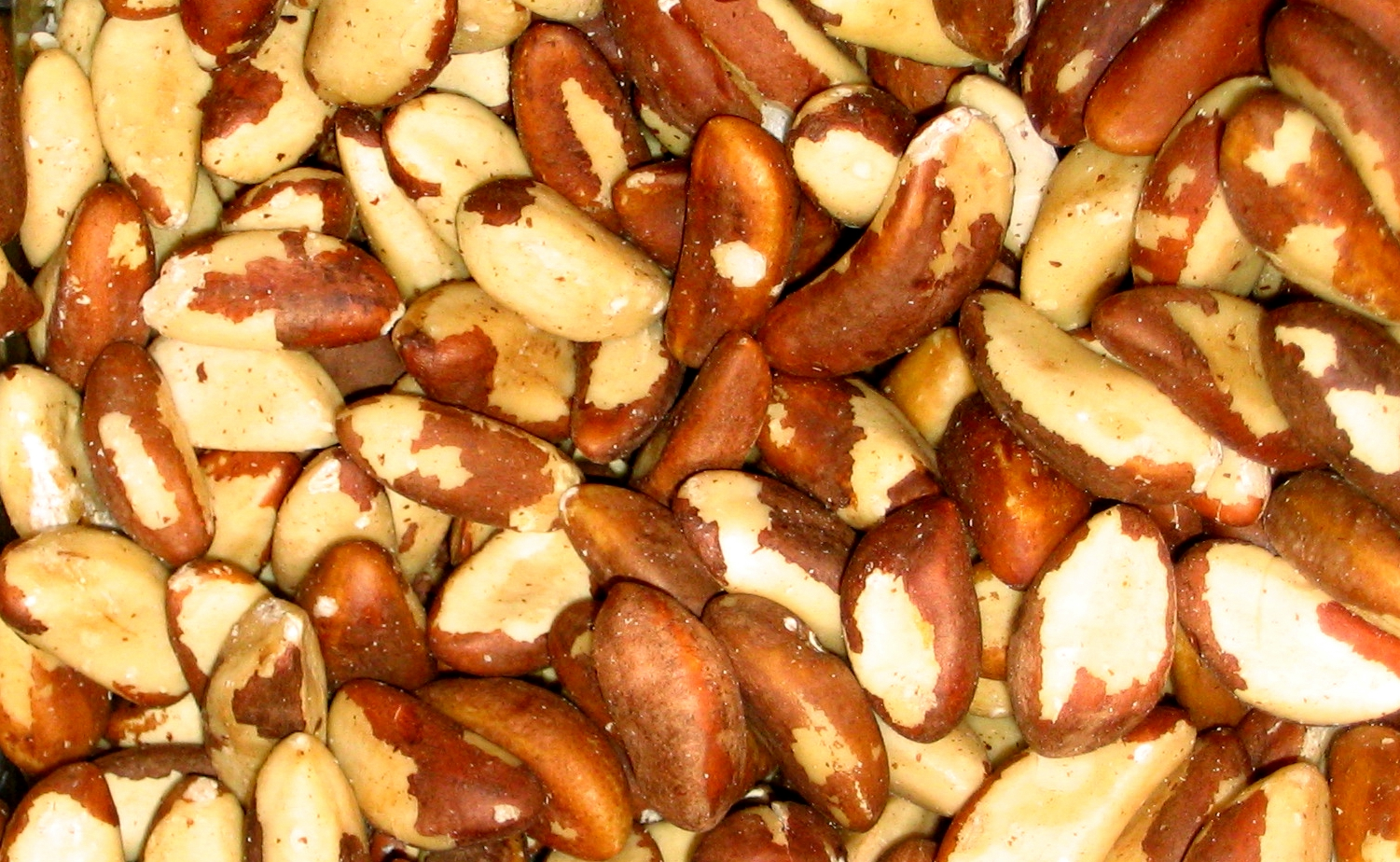
Presentación comercial de las nueces
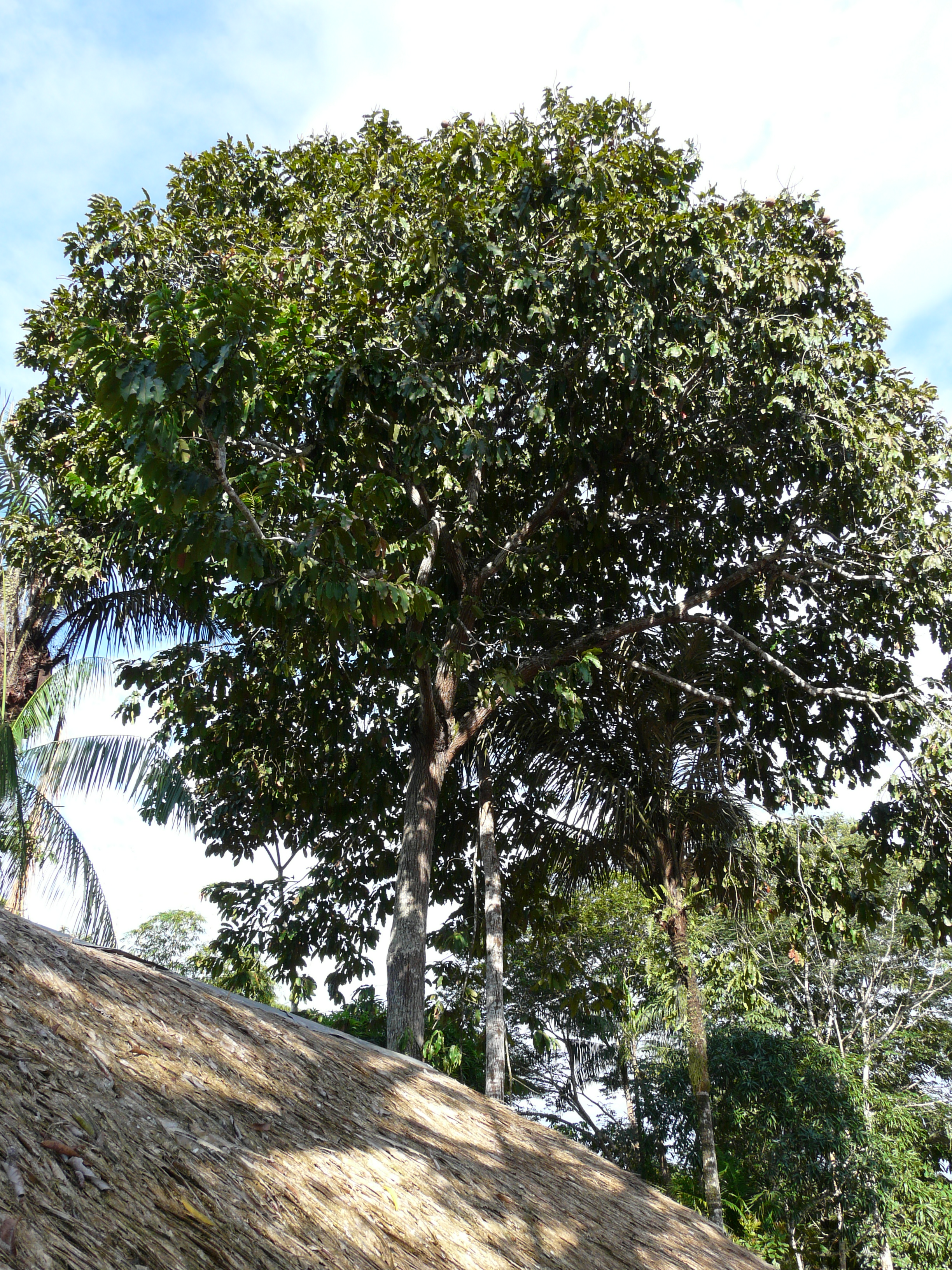
Vista del árbol
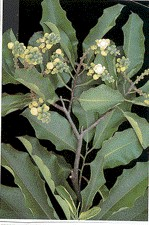
Rama